# Югедем
Югедем (также Югыдем, Ёгодэм мар. Югедем) — озеро и система озёр в Волжском районе Марий Эл, Россия. Размеры озера — 0,2 на 0,1 км. Глубина достигает 2,5 м.
Находится южнее границы территории национального парка «Марий Чодра». Состоит из основного озера (собственно Югудем), а также связана через протоку с озером Упшер и болотом Чылдак-куп. Через озеро протекает река Пам, вытекая из озера, в пределах деревни Коротково она впадает в реку Илеть. Озеро по происхождению карстовое

## Название озера
По мнению лингвистов, название озера финно-угорское, пермское.